# Oliver Forster (Diplomat)
Sir Oliver Grantham Forster, KCMG, LVO (* 2. September 1925; † 3. November 1999) war ein britischer Diplomat und Regierungsbeamter, der unter anderem von 1979 bis 1984 Botschafter in Pakistan war.

## Leben
Oliver Grantham Forster, Sohn von Norman Milward Forster und Olive Christina Cockrell Forster, absolvierte nach dem Besuch des 1849 gegründeten Hurstpierpoint College ein Studium am King’s College der University of Cambridge. 1951 trat in den diplomatischen Dienst (Her Majesty’s Diplomatic Service) ein und fand in den folgenden Jahren zahlreiche Verwendungen an Auslandsvertretungen, im Außenministerium (Foreign Office) sowie im Ministerium für Angelegenheiten des Commonwealth of Nations (Commonwealth Office). Für seine Verdienste wurde er 1961 Lieutenant des Royal Victorian Order (LVO). Er war zwischen 1965 und 1967 Erster Privatsekretär (Principal Private Secretary) des Ministers für Commonwealth-Beziehungen (Secretary of State for Commonwealth Relations) Arthur Bottomley beziehungsweise ab 1966 des Ministers für Commonwealth-Angelegenheiten (Secretary of State for Commonwealth Affairs) Herbert Bowden, sowie im Anschluss von 1967 bis 1970 Botschaftsrat und Kanzler der Botschaft auf den Philippinen.
1970 wechselte Forster an das Hochkommissariat in Indien und war dort zunächst zwischen 1970 und 1975 Botschaftsrat sowie zuletzt 1975 für kurze Zeit Gesandter. Nach seiner Rückkehr übernahm er im Ministerium für Auswärtiges und Commonwealth-Angelegenheiten von 1975 bis 1979 den Posten als stellvertretender Leiter der Verwaltungsabteilung (Assistant Under-Secretary and Deputy Chief Clerk, Foreign and Commonwealth Office).  Für seine Verdienste wurde er 1976 zum Companion des Order of St Michael and St George (CMG) ernannt. Zuletzt erfolgte 1979 seine Berufung zum Botschafter in Pakistan, wo er als Nachfolger von John Bushell sein Beglaubigungsschreiben überreichte. Den Botschafterposten bekleidete er bis 1984, woraufhin Richard Fyjis-Walker seine Nachfolge antrat. Im Rahmen der Birthday Honours wurde er am 11. Juni 1983 als Knight Commander des Order of St Michael and St George (KCMG) geadelt, so dass er fortan das Prädikat „Sir“ führte.